# Hermann Eschke
Pour les articles homonymes, voir Nagel.

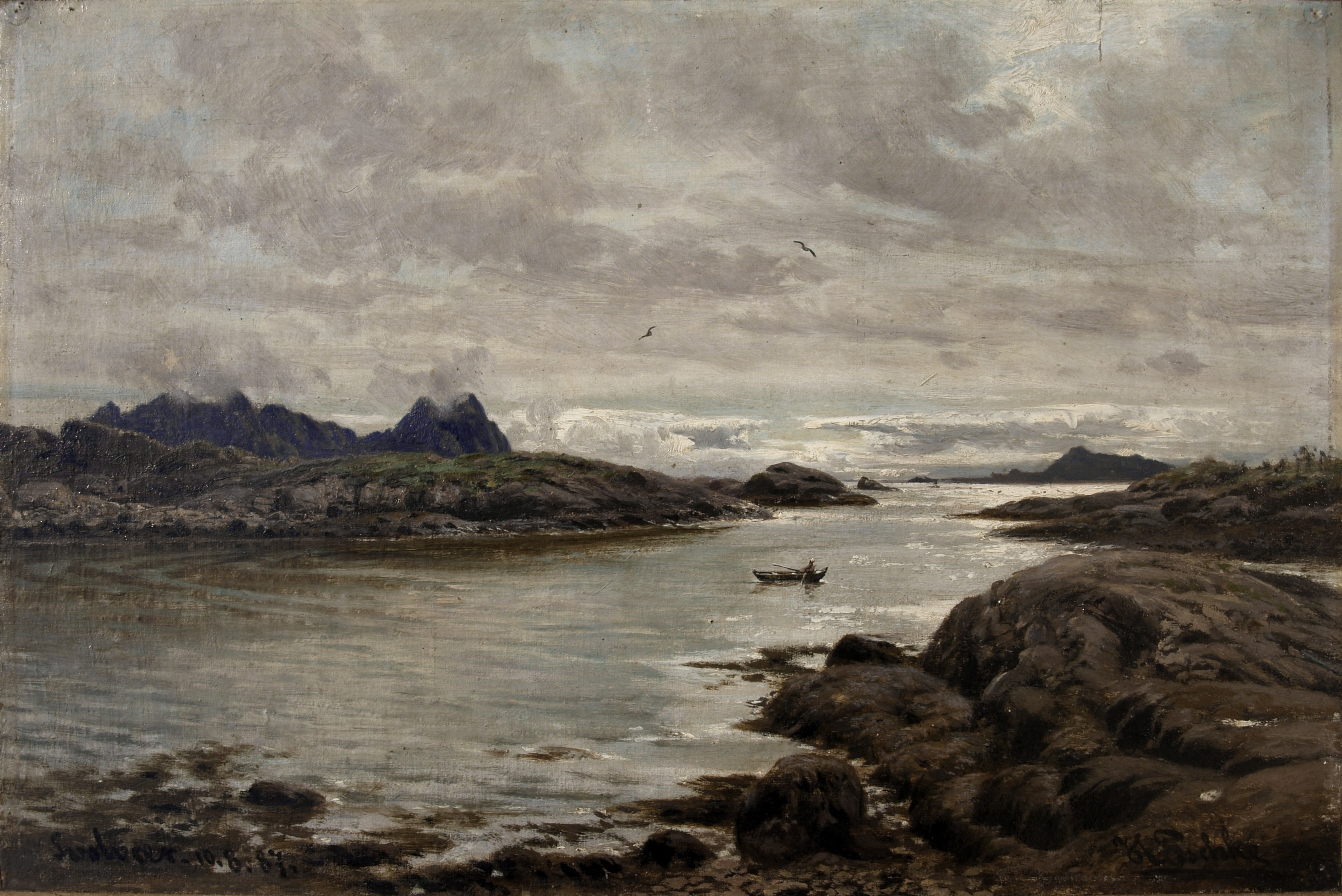
Vue de Svolvaer, 10 août 1887

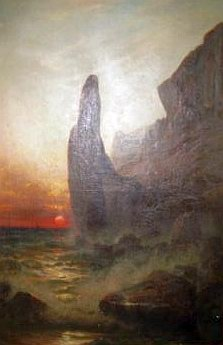
Polyphème sur Capri

Hermann Wilhelm Benjamin Eschke (né le 6 mai 1823 à Berlin et mort le 15 janvier 1900 dans la même ville) est un peintre prussien.

## Biographie
À l'âge de 17 ans, Eschke vient à l'atelier du professeur Wilhelm Herbig en 1840 en tant qu'étudiant et, sur sa recommandation, étudie à l'Académie de Berlin de 1841 à 1845. Immédiatement après, il obtient un emploi d'assistant du peintre de marine Wilhelm Krause, où il est resté jusqu'en 1848. Sur la recommandation de Krause, Eschke obtient un emploi de 1849 à 1850 dans l'atelier du peintre marin Eugène Lepoittevin à Paris.
En 1850, Eschke effectue de nombreux voyages d'études dans le sud de la France et dans les Pyrénées, puis revient à Berlin pour s'y installer en tant qu'artiste indépendant. Au cours des années suivantes, d'autres voyages d'étude suivent sur la côte allemande de la mer du Nord et de la mer Baltique, Capri vers 1871, la Norvège du Sud vers 1877, le sud du Pays de Galles (vers 1883), l'île de Wight vers 1885, l'île anglo-normande de Jersey vers 1868 et 1886, la Bretagne, les côtes écossaises et norvégiennes (Lofoten, Cap Nord 1887). Eschke rapporte des croquis et des dessins de tous ses voyages, qui ont formé la base de ses paysages marins. Mais il crée aussi des peintures à l'huile « en plein air ».
La réputation d'Hermann Eschke tient, entre autres, aux fresques réalisées pour le Kaiserpanorama (de) de Berlin avec son fils Richard Eschke : la démonstration de la flotte allemande devant Zanzibar et le diorama Prise de possession de la Nouvelle-Guinée.
Eschke reçoit ensuite le titre de professeur royal et une petite médaille d'or à l'exposition d'art de Berlin. En 1892, il est l'un des porte-parole dans "l'affaire Munch "; sa candidature permit de fermer prématurément l'exposition berlinoise des œuvres d'Edvard Munch.
Eschke a eu de nombreux étudiants au cours de sa vie: Louis Douzette, Moritz Erdmann (de), Ernst Koerner (de), Walter Moras, Carl Saltzmann (de), Alexander Kircher et Fritz Sturm (de) sont parmi les plus importants. Parmi les étudiants qui réussissent figurent ses fils Richard et Oskar Eschke, avec lesquels il réalise également réalisé des commandes pour la cour.
Avec ses motifs, Eschke continue ce genre de son professeur Wilhelm Krause et le créé par l'heureux choix des ambiances reproduites dans un jeu remarquable entre la lumière, l'air et l'eau.
Hermann Eschke est marié avec Anna Louise Minna Vogeler (née le 1er juillet 1832 et mort le 6 avril 1913), avec qui il a dix enfants et habite au 11, An der Apostelkirche à Berlin depuis 1878. Ses fils comprend les peintres Oscar Eschke (1851-1892) et Richard Eschke (1859-1944).
Hermann Eschke décède en 1900 à l'âge de 76 ans à Berlin et est enterré dans l'ancien cimetière de l'église des Douze-Apôtres à Schöneberg. La tombe n'a pas été préservée.

## Œuvres (sélection)
- Helsingör und der Sund, Mondschein, 1855
- Die Insel Neuwerk an der Elbemündung, 1863
- Westküste von Helgoland 1866
- Der Jordan an der Stätte der Taufe Christi, 1867
- Leuchhtum bei Dieppe, Mondschein, 1869
- Wachtturm bei l’Etaq, Jersey, 1869
- Sturm auf hoher See
- Die Blaue Grotte von Capri, 1872
- Der Polyphem (auf Capri), 1872
- Rettungsboot einem strandenden Schoner zu Hilfe kommend, an der Mündung der Dievenow, 1872
- Balholm und Balestrand im Sognefjord, 1876
- Freshwaterbai auf der Insel Wight, 1877
- Vorgebirge auf Rügen, 1878
- Im Hafen von Livorno, 1878
- Die Ostmole von Swinemünde, 1879
- Leuchtturm auf der Klippe bei Mondschein, 1879
- Worm’s Head an der Küste von Südwales, 1881
- Stettin von Danzig aus gesehen, 1883
- Hohe See bei Worm’s Head, 1884
- Der Hafen von Hammerfest, 1887
- Mitternachtssonne auf den Lofoten, 1888